# لیساید
لیساید سیرنی (زبان یونانی: Λακύδης ὁ Κυρηναῖος) فیلسوف شک‌گرای آکادمیک، از سال ۲۴۱ پیش از میلاد و به‌جای آرکسیلاوس رئیس آکادمی افلاطونی در آتن بود. او در ۲۱۵ پیش از میلاد به‌دلیل بیماری مجبور به استعفا شد و در ۲۰۵ پیش از میلاد درگذشت. از آثار او چیزی باقی نمانده است.

## زندگی
او در سیرنه به‌دنیا آمد. در جوانی فقیر بود، اما به‌دلیل صنعت و همچنین رفتار مهربانش مورد پسند دیگران بود. او به آتن نقل مکان کرد و به آکادمی میانه پیوست. او شاگرد آرکسیلاوس بود و در ۲۴۱ پیش از میلاد به‌عنوان رئیس مدرسه جانشین او شد و به مدت ۲۶ سال ریاست آن را بر عهده داشت. مکانی درس او باغی بود به نام لیسیدیوم (Lacydeum) که توسط دوستش آتالوس یکم تهیه شده بود. او در سال ۲۱۶ پیش از میلاد به‌دلیل بیماری از سمت خود استعفا داد و در ده سال آخر عمرش، آکادمی توسط شورایی به رهبری ایواندر و تله‌کلس به‌طور مشترک اداره می‌شد. به گفته دیوژن لائرتی او به‌دلیل نوشیدن زیاد الکل درگذشت، اما این داستان توسط اوزبیوس که او را در همه چیز میانه‌رو نقل کرده است، رد می‌شود.

## فلسفه
او در دیدگاه‌های فلسفی آرکسیلاوس را از نزدیک دنبال می‌کرد. گفته می‌شود که رساله‌هایی نوشته است، از جمله رساله‌ای با عنوان دربارهٔ طبیعت اما چیزی از آن باقی نمانده است. جدا از تعدادی داستان طنز از او، لیساید مردی با شخصیت، سخت‌کوش و سخنوری ماهر بوده است.